# Єлизаветино (Дмитровський міський округ)
Єлизаве́тино (рос. Елизаветино) — присілок у складі Дмитровського міського округу Московської області, Росія.

## Населення
Населення — 39 осіб (2010; 27 у 2002).
Національний склад (станом на 2002 рік):
- росіяни — 100 %